# 阪急三番街高速バスターミナル

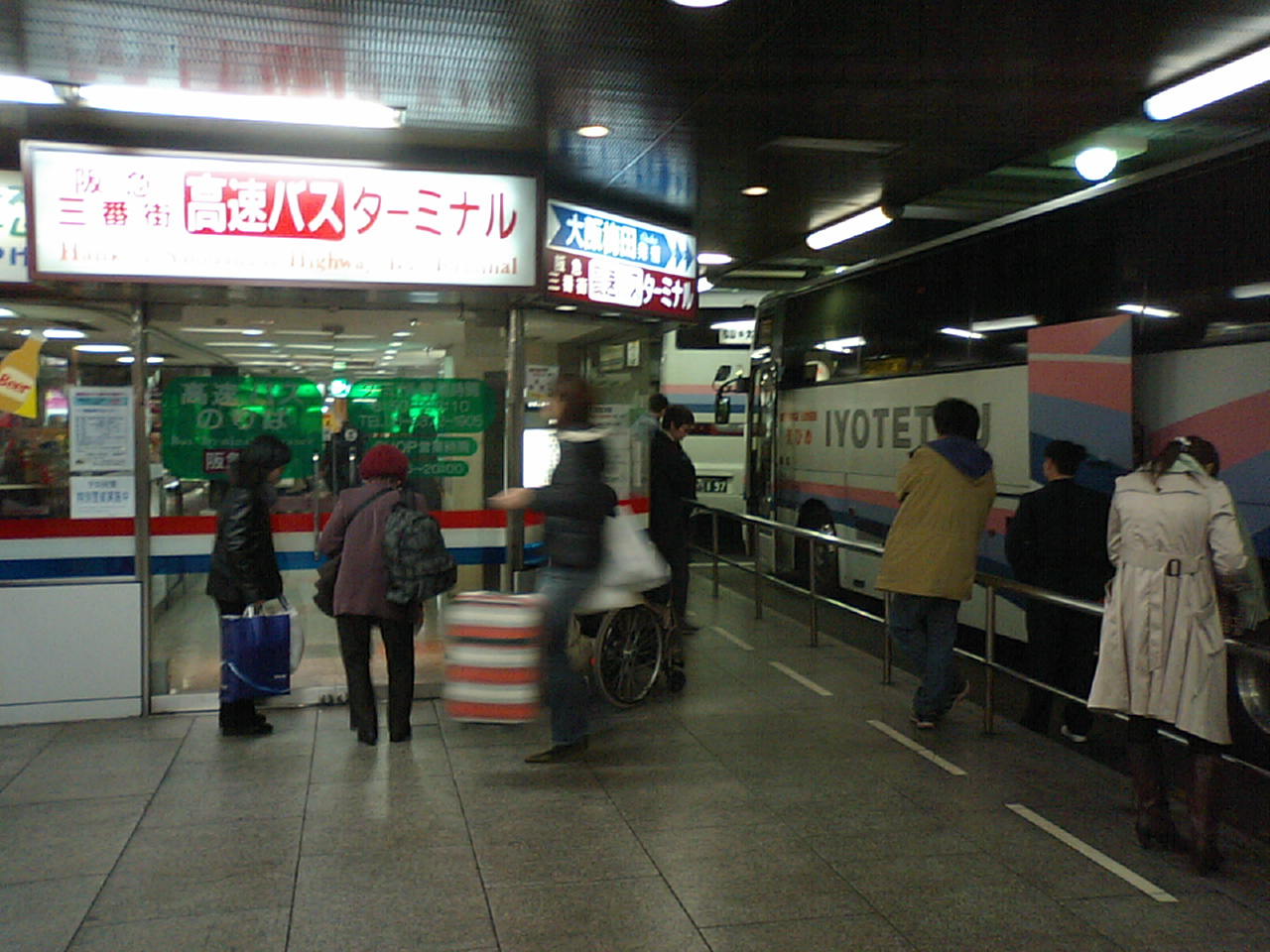
待合室（出入口）

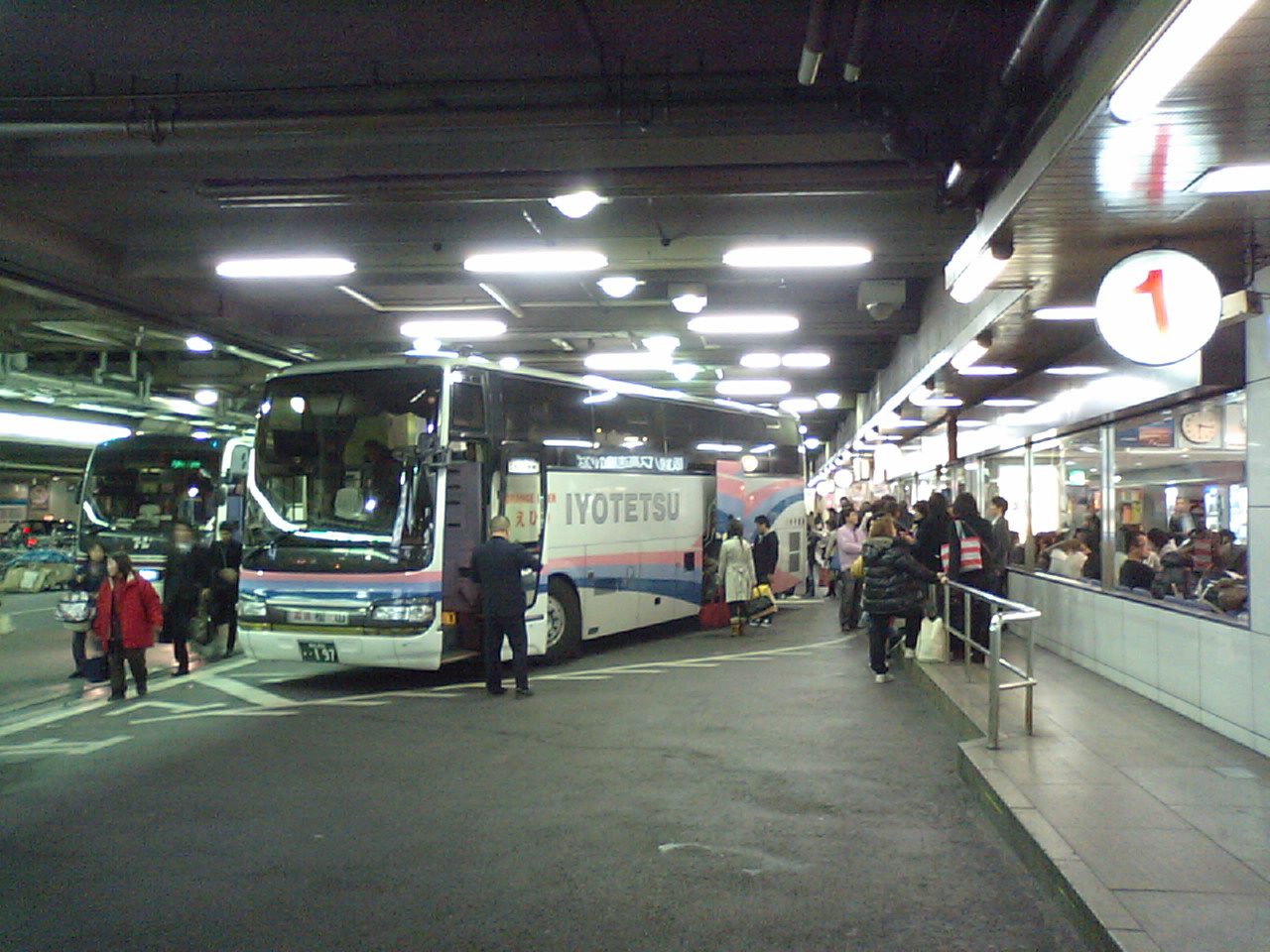
1番のりばで乗車扱いを行うバス
（伊予鉄バス・松山行き）

- 阪急三番街 > 阪急三番街高速バスターミナル
- 阪急観光バス > 阪急三番街高速バスターミナル
- 大阪駅周辺バスのりば > 阪急三番街高速バスターミナル
- 大阪梅田駅 (阪急) > 阪急三番街高速バスターミナル

阪急三番街高速バスターミナル（はんきゅうさんばんがいこうそくバスターミナル）は、大阪府大阪市北区芝田一丁目1-3にあるバスターミナル。運営は阪急バス子会社の阪急観光バスが行っている（2022年7月1日以降）。
運行会社により、「大阪（梅田）」や「大阪梅田（阪急三番街）」などと表記されることもある。

## 概要
阪急バスの運営により阪急三番街の北館1階に1971年9月16日に開設された。当初から各社の高速バスが多数乗り入れており、1981年7月20日からは阪急バスも高速バス路線の運行を開始。阪急バス（および共同運行各社）の大阪市における高速バスの一大ターミナルとして運用されて来た。
直上には阪急電鉄の大阪梅田駅があり、同駅の茶屋町口を出てすぐの地点に位置する。また、西に向かって直進すると国道176号やグランフロント大阪、新梅田シティ（梅田スカイビルなど）がある。
なお、大阪国際空港や関西国際空港へのリムジンバスはここではなくヨドバシカメラ（ヨドバシ梅田）向かいの旧大阪新阪急ホテルの乗り場から発車しているため、注意が必要。
大阪空港交通が（旧）阪急観光バスを2022年7月1日に吸収合併するのに伴い、阪急バス本体の高速バスもすべて（新）阪急観光バス（同日をもって大阪空港交通が商号変更）へ引き継がれたため、当バスターミナルの運営も阪急観光バスが継承した。

## 構造
乗り場が6バース、降り場が1バースある。この内、待合室に面する4つのバースには「1」から「4」ののりば番号が設定され、1 - 3番のりばが通年使用されている。
発着する路線の数に比して乗り場が少ないため、バスは発車時刻の10分前頃に空いている乗り場に入線する。このため便によって乗り場は変動するが、基本的に先頭の1番のりばから順に詰めて入線する。
待合室内には発券カウンターが3面あり、2面を阪急バス系、1面を日本交通系の路線用に割り当てている。また、室内には売店の『ショップルナ』（阪急バス本体がターミナルを運営していた2022年6月末以前より阪急観光バスによる営業）もある。
鉄道駅の高架下のスペースを使用しているため、天井の高さに制限があり、背の高い一部のバス車両は乗り場に進入できない。該当する車両が続行便に運用される等の事情により入線する場合は、降り場用のバースで乗車扱いが行われる。

## 発着路線
特記しない路線は、すべて阪急観光バスと同業他社による共同運行である。過去には九州方面への路線も発着していたが、いずれも路線が廃止されたため、現在九州方面への路線ならびに九州方面から乗り入れる事業者はない。
- 「※」 - 阪急観光バスは運行に関与せず（発券カウンターの営業のみ）[5]

### 関東・東海方面
| 行き先                      | 路線名・バス愛称   | 運行会社               | 記号 |
| --------------------------- | ------------------ | ---------------------- | ---- |
| 新宿・渋谷・池袋            | 新宿・渋谷線       | 京王バス・アルピコ交通 | ※    |
| 横浜・東京・TDR・幕張・千葉 | 横浜・東京・千葉線 | 京成バス               | ※    |
| 静岡・清水                  | 静岡・清水線       | しずてつジャストライン | ※    |
| 町田・新横浜・木更津・君津  |                    | 大新東                 | ※    |

### 信越方面
| 行き先                                                          | 路線名・バス愛称                                | 運行会社     | 記号      |
| --------------------------------------------------------------- | ----------------------------------------------- | ------------ | --------- |
| 長野IC・長野駅                                                  | アルペン長野号                                  | アルピコ交通 | ※         |
| 松本                                                            | アルペン松本号                                  | アルピコ交通 |           |
| 岡谷駅・上諏訪駅・茅野駅 特定日に限り八ヶ岳（美濃戸口）まで延長 | アルペン諏訪号                                  | アルピコ交通 | ※         |
| 上高地                                                          | さわやか信州号                                  | アルピコ交通 | ※季節運行 |
| 白馬 八方 白馬五竜                                              | さわやか信州号（夏期） スノーマジック号（冬期） | アルピコ交通 | ※季節運行 |
| 伊賀良・駒ヶ根市・伊那市・箕輪                                  | アルペン伊那号                                  | 伊那バス     |           |
| 新潟駅・万代シテイ                                              | おけさ号                                        | 新潟交通     |           |

### 北陸方面
| 行き先         | 路線名・バス愛称 | 運行会社           | 記号 |
| -------------- | ---------------- | ------------------ | ---- |
| 砺波駅・富山駅 | 富山線           | 富山地方鉄道       |      |
| 敦賀IC・福井駅 | 福井線           | 福井鉄道・京福バス |      |

### 近畿方面
| 行き先                         | 路線名・バス愛称 | 運行会社                 | 記号 |
| ------------------------------ | ---------------- | ------------------------ | ---- |
| 西舞鶴駅・東舞鶴駅・舞鶴営業所 | 舞鶴線           | 日交シティバス・京都交通 | ※    |
| 天橋立駅・峰山駅               | 天橋立・宮津線   | 丹後海陸交通             |      |
| 有馬温泉                       | 有馬急行線       | 阪急観光バス             |      |
| 湯村温泉・浜坂駅               | 夢千代号         | 全但バス                 |      |
| 城崎温泉                       | かに王国号       | 全但バス                 | ※    |

### 山陰・山陽方面
| 行き先                   | 路線名・バス愛称                      | 運行会社                                       | 記号 |
| ------------------------ | ------------------------------------- | ---------------------------------------------- | ---- |
| 浜田駅・益田駅・津和野駅 | サラダエクスプレス 津和野エクスプレス | 阪神バス 石見交通                              | ※    |
| 松江駅・出雲市駅         | くにびき号                            | 一畑バス                                       |      |
| 鳥取駅、米子駅           | 山陰特急バス                          | 日本交通（大阪本社、鳥取本社）・日交シティバス | ※    |
| 境港                     | 境港〜大阪臨時バス 帰省期間限定運行   | 日本交通                                       | ※    |
| 新見駅・三次BC           | 大阪 - 新見・三次線                   | 備北バス                                       |      |

### 四国方面
| 行き先                       | 路線名・バス愛称                                                  | 運行会社                   | 記号 |
| ---------------------------- | ----------------------------------------------------------------- | -------------------------- | ---- |
| 鳴門公園口・徳島駅・石井     | パールエクスプレス徳島号 サラダエクスプレス サザンクロス エディ号 | 阪神バス 南海バス 徳島バス |      |
| 阿波池田・井川               | しこくさぶろうエディ号                                            | 四国交通                   |      |
| 高松駅                       | さぬきエクスプレス                                                | 四国高速バス               |      |
| 丸亀駅                       | さぬきエクスプレス                                                | 四国高速バス               | ※    |
| 道後温泉・松山市駅・八幡浜駅 | オレンジライナーえひめ号                                          | 伊予鉄バス                 |      |
| 高知駅・はりまや橋・安芸駅   | よさこい号                                                        | とさでん交通               |      |

### その他
- UMEGLE-BUS『阪急梅田駅』バス停（停留所番号「3」）
  - 降り場用のバースに発着する。最終便を含む3本は、ここを終点として運行を打ち切る。

過去には阪急バス『阪急三番街』バス停（阪北線、11系統：阪急園田駅方面）もあった。
- - バスターミナル内ではなく、梅田駅東側の道路沿い、ABC-MART梅田ビル（かつてのうめだ阪急イングス館）の向かい側にある。